# 韓康伯
韓康伯（？—？），名伯，字康伯，潁川長社（今河南長葛西）人。東晉玄學思想家。
自幼聰明，家酷貧，史稱康伯“清和有思理，留心文藝”，舅舅殷浩稱他“能自標置，居然是出群之器”。歷官豫章太守、吏部尚書、領軍將軍。
著有《易繫辭傳注》，該書不受今古家法約束，頗有新意，且順應魏晉時之潮流。（拾人牙慧的故事也源於他）